# Ужички партизански одред
Ужички народноослободилачки партизански (НОП) одред „Димитрије Туцовић“ формиран је 7. јула 1941. године.
Први Штаб одреда био је у саставу — командант Душан Јерковић Уча, политички комесар Милинко Кушић, заменик команданта Вукола Дабић и заменик политичког секретара Слободан Пенезић Крцун. Од стране Покрајинског комитета КПЈ за Србију у ужички округ је послат професор Милан Мијалковић.
Одред већ првих дана врши успешне акције на саобраћајне везе и непријатељске транспорте. Нарочито значајне акције постижу златиборска и ужичка чета на комуникацији Вишеград-Ужице и пожешка и ариљска чета на комуникацији Пожега-Ариље-Ивањица. Тим акцијама је скоро потпуно био онемогућен саобраћај окупатора.
Ужички одред је, осим тога, организовао читав низ заседа на непријатељске колоне. Међу значајнијим је напад на колону Немаца код Вирова, 28. августа 1941. године, када су Немци потучени и враћени натраг у Пожегу.
Успешна акција против немачке моторизоване колоне извршена је августа месеца и у Субјелу, код Косјерића. Борба је вођена цео дан, немачкој моторизацији је дошла у помоћ и авијација. од значајних борби је и борба са немачком колоном код Годовика, 20. септембра 1941. године, када су Немци разбијени и уз велике губитке и у паничном бекству протерани од Ужичког одреда до саме Пожеге.
Упоредо са уништавањем комуникација и постављањем заседа, Ужички одред врши успешне акције и на градове. Већ 28. августа 1941. године ослобођено је Ариље, 22. септембра Ужичка Пожега, 25. септембра ослобођен је цео ужички округ и Ужице тада постаје средиште Врховног штаба и центар устанка.
Борци Ужичког НОП одреда ушли су 1. марта 1942. године у састав Друге пролетерске бригаде.

## Раднички батаљон Ужичког НОП одреда
Брзо напредовање немачких јединица према Ужицу, новембра 1941. године, угрожавао је евакуацију града, у коме се тада налазио Врховни штаб и друге установе НОП-а. Да би се што више добило на времену, Врховни командант Јосип Броз Тито је наредио Штабу Ужичког одреда да с Радничким батаљоном и двема четама Посавског НОП одреда, задржи Немце на Кадињачи, превоју 14 километара од Ужица на путу према Бајиној Башти, и да тако омогући извлачење Врховног штаба, људства и материјала на Златибор, и даље према Санџаку. 
Укупно је било око 320 бораца. Радничким батаљоном је командовао Андрија Ђуровић, четама Ужичког одреда Душан Јерковић Уча, народни херој, а деловима Посавског одреда политички комесар Бора Марковић, народни херој. 
Јединице су запоселе положаје с обе стране друма на Кадињачи, док је једини топ, који је био без нишанских справа, постављен на превоју западно од пута. Поред пута били су распоређени омладинци с боцама бензина за уништавање непријатељских тенкова. Ујутро 29. новембра 1941. године, нешто пре 8:00 часова борци с Кадињаче приметили су непријатељску колону у селу Заглавку, која се кретала врло обазриво. 
Браниоци Кадињаче нису отварали ватру, док немачка колона није ушла дубоко у постављену заседу, када је на дати знак одјекнуо пуцањ партизанског топа. Његова граната експлодирала је усред чела немачке колоне. Истовремено је на Немце, с врло блиског одстојања, отворена јака пушчана и митраљеска ватра, тако да је у почетку међу Немцима настала забуна, али су се, после извесног времена, средили и неколико пута покушали да се пробију дуж пута. Топ је успешно тукао теснац пута, па су Немци на њега концентрисали ватру артирљерије. Међутим, тпо је имао изванредан ватрени положај на врху гребена, тако да су гранате немачке артиљерије или пребацивале или подбацивале циљ.
Пошто су фронталним јуришима претрпели велике губитке, Немци су главним снагама извршили двоструки обухват бранилаца на Кадињачи. Иако је уочен тај немачки маневар, партизанске снаге нису одступиле. И кад су Немци са свих страна пришли њиховим положајима, партизани су их дочекали бомбама и неколико пута одбијали њихове јурише, и нанели им осетне губитке, али су се и редови бранилаца све више проредили. На самом вису Кадињаче, у борби прса у прса, погинули су готово сви борци Радничког батаљона са савојим командантима. Али су, упорним држањем врха кадињаче, створили потребно време да се Врховни штаб, његове установе и борачки састав повуку из Ужица према Златибору. Тек предвече 29. новембра 1941. године Немци су успели да уђу у Ужице.
Раднички батаљон, заједно са деловима Ужичког, Посавског НОП одреда и Друга орашка чета Другог Шумадијског НОП одреда извршили су постављени задатак. 
За херојско држање и постигнуте заслуге, батаљон је 1951. године одликован Орденом заслуга за народ са златним венцем. А 19. септембра 1979. године одликован је Орденом народног хероја.

## Народни хероји
Неки од бораца Ужичког партизанског одреда проглашени за народне хероје:
- Исидор Барух
- Радош Бојовић
- Алекса Дејовић
- Душан Јерковић, први командант одреда
- Саво Јовановић Сирогојно
- Радослав Ковачевић
- Милинко Кушић, први политички комесар одреда
- Петар Лековић
- Никола Љубичић
- Радоје Љубичић
- Нада Матић
- Даница Милосављевић
- Слободан Пенезић Крцун
- Јеврем Поповић
- Ратко Софијанић